# MiG–15
A MiG–15 (NATO-kódja: Fagot) a Mikojan–Gurjevics-tervezőirodában (OKB–155) kifejlesztett szovjet első generációs sugárhajtású vadászrepülőgép. Első harci alkalmazására a koreai háborúban került sor, majd később részt vett a vietnámi háború légi harcaiban is, valamint több más regionális konfliktus szereplője volt. Licenc alapján Csehszlovákiában, Kínában (J–2 elnevezéssel) és Lengyelországban is gyártották. A Szovjetunióban több mint 12 ezer darabot gyártottak belőle, a külföldi licenc-változatokkal együtt a teljes gyártási darabszám eléri a 18 ezret. Lengyelországban a MiG–15-t Lim–1 jelzéssel 1952–1954 között, a MiG–15bisz-t Lim–2 jelzéssel 1954–1956 között gyártotta a WSK-Mielec repülőgépgyár a WSK-Świdnik céggel együttműködve.

## Műszaki jellemzői
A MiG–15 középszárnyas felépítésű, erősen nyilazott szárnyakkal és vezérsíkokkal. A szárnyprofil a szárnytőben CAGI C–10SZ, a szárnyvégen CAGI SZR–13. A szárny -2°-os V-beállítású, törzse félhéj szerkezetű. A merevítő bordák és a törzskeretek D–16T típusú dúralumíniumból készültek. A nagyobb terhelésnek kitett csomópontok 30HGSZA nagy szilárdságú acélból készültek. A törzs kör keresztmetszetű, legnagyobb átmérője 1,45 m. Két részből áll. Hátsó része a hajtómű javításához és cseréjéhez leszerelhető. A törzs orr-részében helyezkedik el a levegőbeömlő nyílás. Ez két elliptikus keresztmetszetű csatornára válik szét, amelyek két oldalt megkerülik a pilótakabint, majd a hajtómű előtt a két csatornafél újra egyesül.
A levegőbeömlő nyílás fölött található a fotógéppuska. A törzs elülső részében, felül, a pilótafülke előtt kialakított rádiótérben helyezték el a rádiót és navigációs berendezéseket, a fedélzeti akkumulátorokat, fedélzeti válaszadót, a rádióiránytűt, valamint az oxigénpalackot. A beömlőnyílás alatt van az orrfutó tere, két sűrített levegős palack, a fedélzeti rádió áramátalakítója, valamint a földön töltéshez leereszthető fegyverbölcső, amelyben a fedélzeti csöves tűzfegyverek találhatók.
A kabin mögötti törzs részben kapott helyet a lövésbiztos, öntömítő gumiból készült 1250 l-es üzemanyagtartály. Üzemanyaga T–1 jelű kerozin. Ezt követi a hajtóműtér, ahol a korai változatnál 22 kN tolóerejű RD–45 (Rolls-Royce Nene licenc), a későbbi bisz változatnál pedig Klimov VK–1 gázturbinás sugárhajtómű helyezkedik el. A törzsön több szerelőnyílás van. A hajtómű mögött van a gázsugár sebességfokozója (fúvócső). A törzs hátsó részén, két oldalt helyezkednek el az 55°-ra nyitható féklapok. Hátul található még egy 167 l-es, alumíniumból készült kiegészítő üzemanyagtartály. A függőleges vezérsíkba építették be a pörgettyűs iránytű adóját. A pilótakabin hermetizált, egyes helyeken páncélozott. Oxigénrendszere 2 db 4 literes oxigénpalackból áll, hozzá KM–14 vagy KM–16A típusú oxigénmaszk, KP–18 típusú műtüdő és IK–18 jelzőműszer tartozik. A korai változat még nem rendelkezett buszteres kormánnyal.
A gép elektromos rendszere 24 V-os, egyenáramú. Egyvezetékes kialakítású, a negatív vezeték maga a gép teste. Az elektromos energiát a gázturbinás sugárhajtómű generátora szolgáltatja. Segédáramforásként az orr részben, a rádiótérben elhelyezett 2 db 12A30, vagy 12SZAM28 típusú savas akkumulátor szolgál. A rádióberendezések 115 V-os 400 Hz-es elektromos árammal működnek, a giroszkóp 36 V-os háromfázisú áramot igényel. Az áramátalakító a törzs orr részében, alul található. Elektromos hálózatát kb. 38 km-nyi kábel alkotja. Földi kapcsolattartásra egy RSZ–6K típusú ultrarövidhullámú rádió adó-vevő szolgál. Rádiónavigációs berendezése egy RPKO–10M félkompasz.
Fegyverzete a törzs orr-részében, alul elhelyezett fegyverbölcsőbe beépített csöves tűzfegyverekből áll. Fegyverzetét egy darab N–37 vagy Nugyelman–Szuronov NSZ–37 típusú gépágyú 40 db-os lőszerjavadalmazással (54 kg-nyi lőszer), melyhez további két Nugyelman–Rihtyer NR–23 vagy Nugyelman–Szuronov NSZ–23 típusú gépágyú tartozik, 80–80 db-os lőszerjavadalmazással. A gépágyúk elektromos vezérlésű pneumatikus zárszerkezetekkel vannak ellátva. Célzókészüléke giroszkopikus, ASZP–IB típusú, amelyhez SZ–13 típusú fotógéppuska tartozik. A szárnyakra bombák és üzemanyag-póttartályok is szerelhetők. A bombazárak elektromos működtetésűek, 50–250 kg-os bombák felfüggesztésére alkalmasak.
A típus hibája a rövid törzsből adódó stabilitási probléma. Ezt a MiG–17-es típussal oldották meg, ennek hosszabb volt a törzse és szárnyak nyilazási szöge nagyobb volt.

## Magyarországi alkalmazása
1951-ben érkeztek meg Magyarországra az első MiG–15 repülőgépek. A MiG–15-tel felszerelt első magasabbegység 1951. március 16-án alakult meg Mezőfi István alezredes parancsnokságával. Az egység 1951. július 23-án kapta meg az első gépét. 1951-ben összesen 10 db együléses vadász és 4 db UTI MiG–15 kétüléses gyakorló gép érkezett. Kezdetben a szovjet oktatók képezték ki a magyar pilótákat a típusra. Az első önálló magyar sugárhajtású repülést 1951. augusztus 24-én Mezőfi István hajtotta végre.
A második magasabbegységnél 1952 februárjában indult meg az átképzés MiG–15-re. A pilóták és a műszaki személyzet egy része a Szovjetunióban kapta meg a szükséges kiképzést.
A MiG–15 Magyarországon a nyilvánosság előtt először az 1952. április 4-i díszszemlén mutatkozott be, amikor 20 db MiG–15 húzott át a Hősök tere fölött. A szárnyak, a vezérsíkok és a törzs alsó részét erre az alkalomra vörös színűre festették.

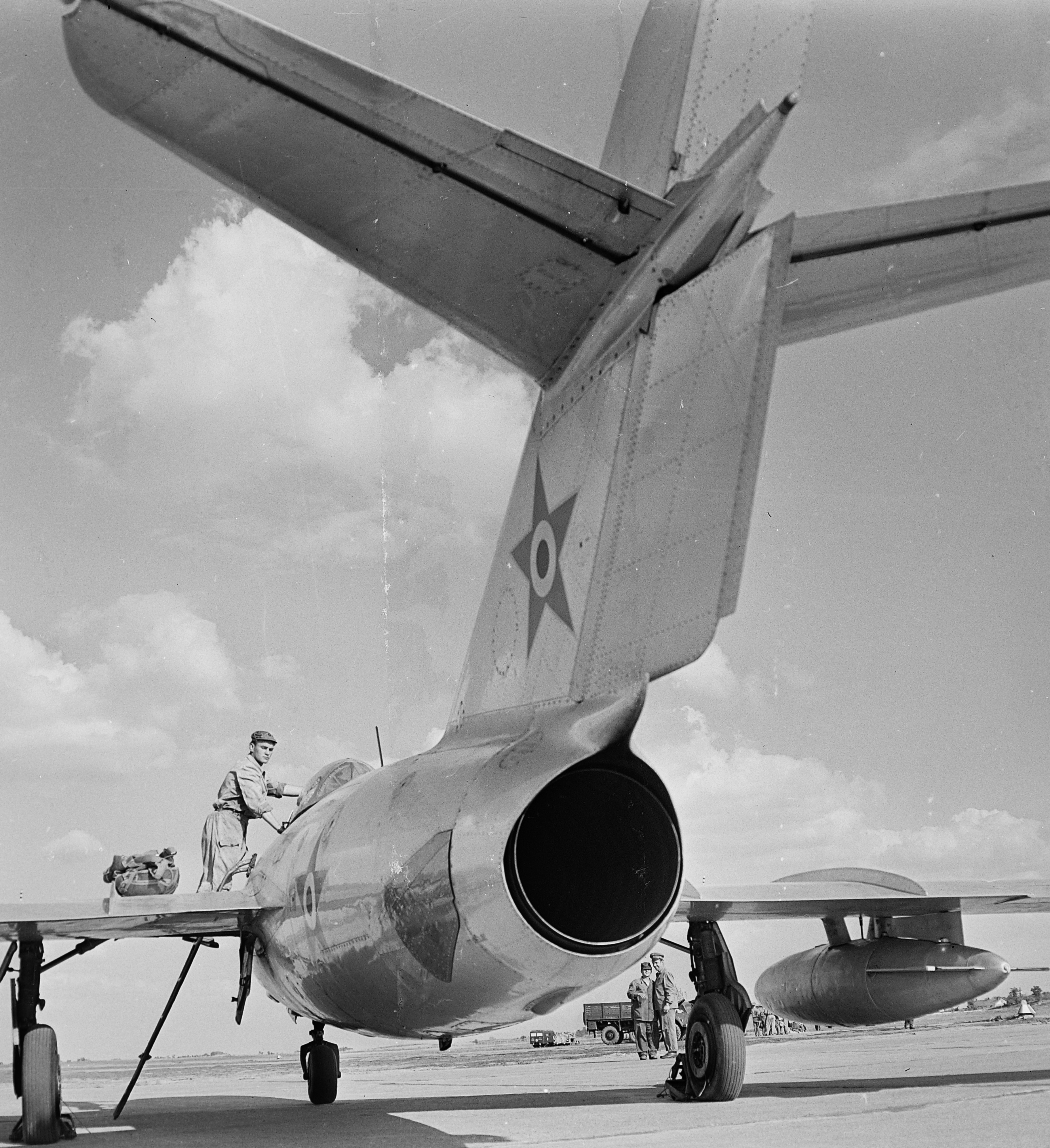
Magyar felségjelzésű MiG–15-ös típusú vadászrepülőgép a szolnoki repülőbázison 1964-ben

1952-től a típus folyamatos készültségi szolgálatot adott. Az ezredekben szolgáló elsőosztályú pilótáknak személyi gépük volt. 1956-ig egyszerre négy gép volt készültségi szolgálatban, két pilóta mindig a gépben ült, kettő a pihenőben volt készültségben. A gépek az 1950-es években minden feladatot éles lőszerrel és teljes lőszer-javadalmazással hajtottak végre.
1954-ben további gépek érkeztek Magyarországra. Az 1951-es évek első felében az amerikai felderítő és propagandaanyag-szóró léggömbök ellen vetették be őket. 1955 nyarán egy kalocsai MiG–15-ös nekirepüléssel akart megsemmisíteni egy amerikai léggömböt.  A gép felrobbant, pilótája (Kósi József százados) meghalt. Az 1956-os forradalom alatt egy MiG–15 semmisült meg, de nem harci cselekményben, a gép felderítő repülés során, hajtómű hiba miatt zuhant le.
Az 1960-as évek elején a megjelent és hadrendbe állított újabb típusok miatt megkezdődött a magyar MiG–15-k folyamatos kivonása. A legnagyobb selejtezésre 1966-ban került sor, amikor mintegy 30 db gépet vontak ki. A kis számú megmaradt MiG–15-t az 1970-es évek elejétől terepszínű festéssel látták el (alul világoskék volt) és harcfelderítőként alkalmazták. Az utolsó megmaradt példányokat 1975-ben selejtezték ki.
A Magyarországon alkalmazott MiG–15 és MiG–15bisz gépek mind szovjet gyártmányúak voltak, a kiképző UTI MiG–15 változatoknál a szovjet gyártmányok mellett előfordultak Lengyelországban és Csehországban gyártott változatok is. A magyar gépek festése az 1950–1960-as évek harcászati elveinek megfelelően (gyors gépeknél nincs jelentősége az álcázó festésnek) natúr alumínium színű volt. A felségjeleket a szárnyra, a törzs oldalára és a függőleges vezérsíkra festették fel. A csillagot mindig fehér szegély keretezte, A piros színű taktikai oldalszámot fehér szegéllyel a törzs oldalára festették. A Szovjetunióban felfestett számok szögletesek voltak, a Magyarországon átfestett gépeken kerek formájú számokat használnak. A kiváló műszaki állapot jelzésére a kabin elülső része alatt, a gép bal oldalán egy kb. 18–20 cm-es vörös csillagot festettek fel. Az 1970-es évektől harcfelderítőként alkalmazott, terepszínű festéssel ellátott gépek egy része két (zöld–barna), másik részük három komponensű (zöld–barna–homoksárga) mintázattal rendelkezett.

### HA-UTI
A Jetage Alapítvány 2007 februárjában megkezdte egy lengyel gyártású UTI MiG–15 (SB Lim–2A) felújítását és repülőképes állapotba hozását. A vadászgépet 1954-ben állították szolgálatba a Lengyel Néphadseregben. Eredetileg együléses vadászrepülőgép volt, de még aktív szolgálati ideje alatt, 1957-ben átépítették kétüléses oktató-gyakorló (orosz rövidítéssel UTI) változatúvá. A lengyel légierőben 031-es oldalszámmal üzemeltetett gépet 1990-ben vonták ki a szolgálatból. Ötéves munkát (25 ezer munkaóra) követően a jó gép felújítása és repülőképes állapotba hozása 2011 tavaszára készült el. A gép a légügyi hatóságtól a HA-UTI lajstromjelet kapta. A felújított gép berepülésére 2011 júliusában került sor. A gép negyedik felszállása során, 2011. július 18-án a szolnoki katonai repülőtéren néhány méterről visszaesett és a földbe csapódott. A gépen tartózkodó két fő – Pinkóczi József parancsnok és Rohács Tamás fedélzeti mérnök – nem sérült meg, de a gép komoly sérüléseket szenvedett. Az utólagos vizsgálat megállapította, hogy a gép a túl nagy állásszöggel végrehajtott felszállás során átesett és a talajra zuhant. Az áteséshez pilótahiba (a pilóta figyelmetlensége és a vészhelyzet fel nem ismerése) vezetett, műszaki hiba nem játszott szerepet.

## Használó országok

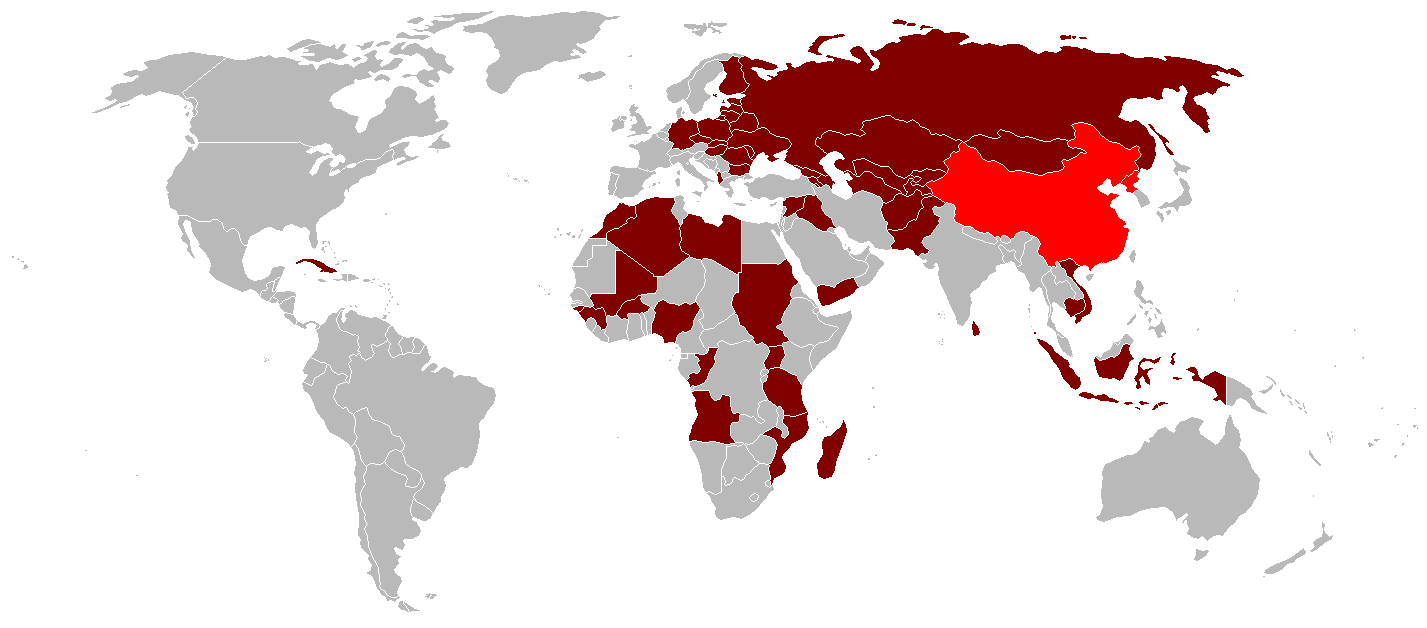
MiG-15-ös gépet jelenleg is használó országok (világos vörös), korábban használták (sötétvörös)

- Afganisztán: 42 repülőgép, köztük 38 MiG–15UTI. Először 1951-ben vásároltak az afgán királyi légierőnek. 1979-ig használták.
- Albánia: Körülbelül 80 repülőgép volt 1955-től 1990-ig az albán légierő használatában. Köztük szovjet, cseh és kínai modellek.
- Algéria
- Angola
- Bissau-Guinea
- Bulgária
- Burkina Faso
- Csehszlovákia
- Dél-Jemen
- NDK
- Egyiptom
- Észak-Korea Még letesztelt MiG–15UTI gépeket használ.
- Észak-Jemen
- Észak-Vietnám
- Finnország: A használatban MiG–15UTI gépek voltak.
- Guinea
- Indonézia: először 1961-ben vásárolt. Használt MiG–15UTI és MiG–15 repülőket, mint letesztelt gépeket a TRIKORA hadműveletben 1962-ben Nyugat-Új-Guineában (ma Pápua Új-Guinea). Az 1970-es években kivonták a használatból.
- Irak
- Jemen
- Kambodzsa
- Kína: még mindig hazai gyártású és letesztelt repülőgépeket használ.
- Kongói Köztársaság
- Kuba
- Líbia
- Madagaszkár
- Magyarország
- Marokkó
- Mozambik
- Nigéria
- Lengyelország
- Pakisztán
- Románia
- Szomália
- Szovjetunió
- Srí Lanka
- Szudán
- Szíria
- Tanzánia
- Uganda
- USA: Az 1980-as években kínai típusú Shenyang J-4 és Shenyang J-5 az úgynevezett mobile threat test program számára a Kirtlandi Légitámaszponton.
- Vietnám